# أورسولا مارتينيز
أورسولا مارتينيز (بالإنجليزية: Ursula Martinez)‏ هي حيّالة ‏ وكاتِبة وممثلة بريطانية، ولدت في 13 أكتوبر 1966 في المملكة المتحدة.

## وصلات خارجية
- الموقع الرسمي
- أورسولا مارتينيز على موقع IMDb (الإنجليزية)